# Sân vận động Thể thao Kirani James
Sân vận động Thể thao Kirani James (tiếng Anh: Kirani James Athletic Stadium) là một sân vận động đa năng ở St. George's, Grenada. Sân hiện đang được sử dụng chủ yếu cho các trận đấu bóng đá. Sân vận động có sức chứa 8.000 người.
Sân được đổi tên thành Sân vận động Thể thao Kirani James vào tháng 4 năm 2017, để vinh danh người giành huy chương Olympic đầu tiên của Grenada, Kirani James.